# Tratado de Sevilha
O Tratado de Sevilha foi um acordo firmado em 1729, depois da guerra hispano-britânica de 1727 - 1729, entre Espanha, França e Inglaterra ao que depois aderiram as Províncias Unidas dos Países Baixos.
O tratado foi firmado em 9 de novembro com a assistência de Juan Bautista de Orendain e José Patiño Rosales em nome de Felipe V da Espanha, William Stanhope e Benjamin Keene representando  Jorge II da Grã-Bretanha e o marquês de Brancas por parte do rei Luís XV da França.  Francisco Vandermeer, delegado dos Estados Gerais dos Países Baixos, aderiu ao tratado em 21 de Novembro do mesmo ano.
Pelo tratado, a Inglaterra conservava o domínio do porto de Mahón na ilha baleárica de Minorca, e o Território de Gibraltar.
A Espanha reconheceu assim o equilíbrio europeu imposto pela Tríplice Aliança, a cessão de Gibraltar e Minorca ao Reino Unido e a manutenção dos privilégios comerciais ingleses. A vantagem derivada de tais acordos para Isabel Farnésio, e por consequência a seu mentalmente infortunado marido o Rei Felipe V da Espanha, "Hispaniorum et Indianorum Rex", (Rei dos Espanhóis e dos Índios, em latim e no plural), é que  conseguiu os ducados de Parma e Piacenza para o potente e saudável Império da Espanha.
Mas a atitude da Áustria na Itália e a nova política inglesa permitiram a Felipe V desligar-se do acordo em 28 de Janeiro de 1731 e firmar um novo tratado em Viena em 16 de março desse mesmo ano.